# Сатанівська дача (діл.15)
Сатанівська дача (діл.15) — колишня ботанічна пам'ятка природи була оголошена рішенням Хмельницького Облвиконкому № 242 від 21.11.1984 року на землях Ярмолинецького лісгоспзагу (Сатанівське лісництво, квадрат 32, виділ 15).
Площа — 0,8 га.

## Характеристика
Об'єкт на момент створення був представлений буково-дубовими насадженнями віком 98 років, висотою 26 метрів та середнім діаметром 36 см.

## Скасування
Рішенням Хмельницької обласної ради № 194 від 26.10.1990 року пам'ятка була скасована.
Скасування статусу відбулось по причині входження об'єкту до новоствореного заказника «Сатанівський».